# 안마스역
안마스역(프랑스어: Gare d'Annemasse)은 프랑스 남동부 오트사부아주 안마스에 위치한 기차역이다. 이 역은 1880년에 문을 열었으며, 액스레뱅-안마스 철도, 롱저레-레아-르부브레 철도 및 CEVA 철도에 있다. 이전에는 안마스-제네브-오비브 철도의 동쪽 종점이었다. 기차 서비스는 SNCF와 레만 익스프레스에서 운영한다.

## 운행편
다음 서비스가 안마스에서 정차한다.
- 테제베 : 파리-리옹과 에비앙-레뱅 간 운행.
- 테제베 이누이 : 동절기 주말에는 파리-리옹과 생제르베-레뱅- 르파예 구간을 하루 2회 왕복 운행.
- 레기오익스프레스 : 로잔까지 30분, 생모리스까지 1시간 간격으로 운행.
- TER 오베르뉴-론-알프 : 벨가르드와 에비앙-레뱅 사이의 지역 서비스, 벨가르드에서 리옹-파르디유까지 추가 운행.
- 레만 익스프레스 L1 / L2 / L3 / L4 : 코페까지 15분마다, 안시까지 매시간, 에비앙-레뱅 및 생제르베-레뱅- 르파예까지 2시간마다 운행.